# Latrobe City
Latrobe City is een Local Government Area (LGA) in Australië in de staat Victoria. Latrobe City telt 71.073 inwoners. De hoofdplaats is Morwell.